# Phlegmariurus banayanicus
Phlegmariurus banayanicus är en lummerväxtart som först beskrevs av Wilhelm Guillermo Gustav o Franz Francis Herter, och fick sitt nu gällande namn av A. R.Field och Bostock. Phlegmariurus banayanicus ingår i släktet Phlegmariurus och familjen lummerväxter. Inga underarter finns listade i Catalogue of Life.